# Kaisersteinové
Kaisersteinové, starším pravopisem Kaysersteinové, někdy též počeštěně Kaiserštejnové jsou šlechtický rod původem z Německa, jehož členové v 17. a 18. století dosáhli vysokých postů v armádě i státní správě. Na přelomu 17. a 18. století vlastnili poměrně rozsáhlý majetek v Českém království, nakonec jim až do 20. století patřil zámek Stárkov ve východních Čechách. Nejvýznamnější památkou připomínající jejich jméno je Kaiserštejnský palác v Praze na Malostranském náměstí.

## Dějiny rodu

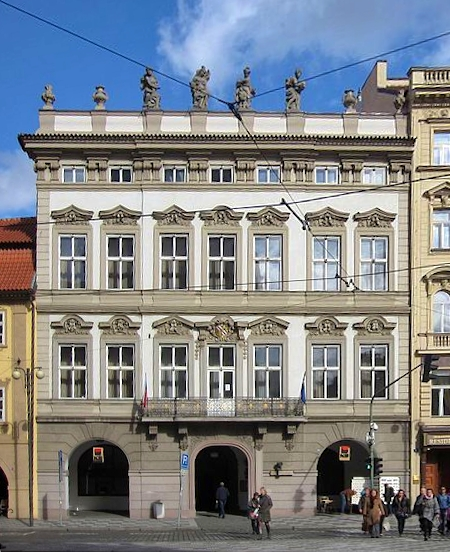
Kaiserštejnský palác na Malostranském náměstí v Praze

Rod Kaisersteinů se připomíná poprvé v 16. století v osobě Johanna Kaisera, který žil v Bavorsku, podle některých pramenů měla rodina původ v Ingolstadtu. Johannův syn Tobiáš přešel do rakouských služeb a v roce 1542 získal erb. Přes službu u významnějších šlechtických rodů se další Kaisersteinové dostali až k působení přímo v císařských službách. Šlechtický stav s predikátem z Kaisersteinu získali v roce 1608, rytířský titul obdržel v roce 1629 císařský rada Tobiáš Helfried z Kaisersteinu, který vlastnil nemovitosti ve Vídni a jako první z rodu také začal kupovat statky v Rakousku. Z početného potomstva Tobiáše Helfrieda vzešly celkem čtyři rodové větve, z nichž tři vymřely v 18. století. Dodnes žije innersteinská větev odvozující svůj název od hradu Innerstein v Horním Rakousku.
Zakladatelem české větve Kaisersteinů byl Jan František z Kaisersteinu († 1690), který zahájil vojenskou kariéru za třicetileté války, později dosáhl hodnosti polního zbrojmistra (1670) a nakonec se stal vojenským velitelem v Praze. Českému prostředí se ale přiblížil již mnohem dřív sňatkem s Marií Alžbětou Skuhrovskou ze Skuhrova a nákupem panství Žleby (1663) a Stárkov (1673). Jeho vnuk Jan František Václav z Kaisersteinu (1698–1761) sňatkem s Marií Antonií z Mansfeldu (1705–1749) pronikl do nejvyšších kruhů vídeňské aristokracie, manželka mimo jiné dostala svatebním darem šperky v hodnotě 15 000 zlatých. Jan František Václav později dosáhl hraběcího titulu a zefektivnil hospodaření na rodových statcích. Za válek o rakouské dědictví se přidal na stranu císaře Karla VII., načež na jeho majetek ve Stárkově byla uvalena vnucená správa. Jan František poté přesídlil do Bavorska a na Stárkov se vrátil až v roce 1764 jeho syn Antonín.
Úmrtím hraběte Antonína z Kaisersteinu († 1769) vymřela česká větev a její majetek přešel na innersteinskou linii. Jejím představitelem byl tehdy baron František Josef I. z Kaisersteinu (1728–1783), který vlastnil fideikomis v Korutansku a pobýval spíše ve Vídni, zámek ve Stárkově ale navštívil hned poté, co jej zdědil. Ve Stárkově byl podle svého přání pohřben jeho syn František Josef II. z Kaisersteinu (1762–1830), přestože do své smrti žil trvale ve Vídni. Na stárkovském panství z dalších generací častěji pobýval až Karel z Kaisersteinu (1824–1878), který zde také zemřel. Ve Stárkově zemřel i jeho syn Helfried (1855–1925), který krátce před smrtí po provedení pozemkové reformy prodal všechen zdejší majetek (1923) a tím končí historie Kaisersteinů na českém území. Syn Helfried II. pak natrvalo přesídlil do Vídně.

## Majetkové poměry a stavební aktivity Kaisersteinů v Čechách
V Českém království se z rodu Kaisersteinů poprvé usadil Jan František, který sňatkem s Marií Alžbětou Skuhrovskou ze Skuhrova získal statek Zvěstov na Benešovsku. Zdejší tvrz byla po třicetileté válce neobyvatelná a krátce poté přešla prodejem na nové majitele z rodu Malovců. Jan František z Kaisersteinu však v Čechách našel nové zázemí; v roce 1655 zakoupil statek Morašice ve východních Čechách. Toto panství sice v roce 1661 prodal, o rok později ale koupil Žleby (1662), dlouhodobější sídlo pak pro své potomky pořídil ve východních Čechách, když v roce 1673 zakoupil za 46 000 zlatých panství Stárkov na Náchodsku. Krátkodobě obohatil rodový majetek o další statky ve středních Čechách (Zbraslavice, Svojšice). V roce 1688 přibylo do majetku Kaisersteinů panství Kácov v Posázaví, to bylo ale již v roce 1711 prodáno hrabatům Bredům, kteří v roce 1722 koupili i Žleby.
Jan František z Kaisersteinu jako vojenský velitel v Praze začal stavět rodový palác na Malé Straně, v roce 1681 zahájil přestavbu stárkovského zámku. Barokní adaptace zámku ve Stárkově skončila v roce 1691, a i když zámek nebyl nikdy trvalým sídlem rodu, závěť Helfrieda z Kaisersteinu (1701), zakladatele stárkovského fideikomisu, dokládá bohaté vybavení včetně obrazů od umělců celoevropského významu (P. Brueghel). Helfried z Kaisersteinu byl také iniciátorem vybudování Kaiserštejnského paláce na místě několika domů na Malostranském náměstí v Praze (projektantem byl G. B. Alliprandi). Palác byl prodán v roce 1726, mezitím v první polovině 18. století museli Kaisersteinové prodat i řadu dalších majetků v Čechách (Kácov 1711, Žleby 1722, Svojšice 1738). Složité vlastnické poměry mezi jednotlivými liniemi a postupná ztráta majetků v Čechách, Rakousku a Bavorsku skončily tím, že v 19. století patřil Kaisersteinům již jen velkostatek Stárkov ve východních Čechách zahrnující městečko Stárkov a deset vesnic, panství mělo rozlohu přes 1 000 hektarů půdy. Mimo jiné vlastnili Kaisersteinové také domy v Klagenfurtu nebo v Kremži, v 17. století jim patřil i palác ve Vídni (na rohu ulic Weihburggasse a Seilerstätte ve čtvrti Innere Stadt). I když jej prodali již v roce 1689 a od té doby vystřídal řadu majitelů, dodnes nese jméno Kaiserstein Palais.

## Erb
Původním erbem Kaisersteinů byly tři červené šikmé pruhy ve stříbrném poli. Tato původní podoba byla zachována i při polepšení erbu, kdy červené pruhy na stříbrném štítu zůstaly ve druhém a třetím poli, zatímco v prvním a čtvrtém poli v černé barvě byl přidán zlatý lev hledící dovnitř. V čestném středním štítku je červeno-stříbrná lilie v poli opačných barev. Kaisersteinská lilie je dodnes součástí obecního znaku obce Žleby, celý rodový erb je dodnes možno vidět také na průčelí Kaiserštejnského paláce v Praze.

## Sídla rodu v Čechách
- Kácov (1688–1711)
- Stárkov (1673–1923)
- Svojšice (1722–1738)
- Žleby (1662–1723)